# Reo Yamashita
Reo Yamashita (japanisch 山下 令雄 Yamashita Reo; * 19. Mai 1998 in der Präfektur Osaka) ist ein japanischer Fußballspieler.

## Karriere
Yamashita erlernte das Fußballspielen in der Jugendmannschaft von Gamba Osaka. Die U23-Mannschaft des Vereins spielte in der dritten Liga, der J3 League. Bereits als Jugendspieler absolvierte er ein Drittligaspiel. Nach der Jugend wechselte er in die Universitätsmannschaft der Kinki-Universität. Seinen ersten Profivertrag unterschrieb er im Februar 2021 beim FC Ryūkyū. Der Verein, der in der Präfektur Okinawa beheimatet ist, spielte in der zweiten japanischen Liga, der J2 League. Am Ende der Saison 2022 belegte Ryūkyū den vorletzten Tabellenplatz und musste in die dritte Liga absteigen.